# Bibliographie sur les réseaux sociaux
 (août 2024).
- Si vous ne connaissez pas le sujet, laissez ce bandeau (vous pouvez alors contacter les auteurs).
- Si vous supprimez le contenu mis en cause (vous pouvez préalablement contacter les auteurs),

argumentez précisément cette suppression dans la page de discussion
(un manque de référence n'est pas un argument ; une recherche réelle de référence doit avoir été effectuée, être formellement documentée).

## Ouvrages
- Christine Balague et David Fayon, Facebook, Twitter et les autres… : Intégrer les réseaux sociaux dans une stratégie d'entreprise, Paris, Pearson, 2010
- Clémence Bertrand-Jaume, Les réseaux sociaux et l'entreprise, Paris, Editions Démos, 2012
- (en) Gary S. Becker, Economic theory, New York, Alfred A. Knopf, 1971
- (en) S. D. Berkowitz, An introduction to structural analysis, Toronto, Butterworth, 1982
- Claire Bidart, Alain Degenne et Michel Grossetti, La vie en réseau : Dynamique des relations sociales, Paris, PUF, 2011
- (en) Peter M. Blau, « Diverse views of social structure and their common denominaton », dans Peter M. Blau et Robert K. Merton, Continuities in structural inquiry, Beverly Hills, Sage, 1981
- (en) Peter M. Blau, « Structural sociology and network analysis: an overview », dans Peter V. Marsden et Nan Lin, Social structure and network analysis, Beverly Hills, Sage, 1982
- Hervé Bommelaer, Trouver le bon job grâce au Réseau, Paris, Eyrolles, 2005
- Hervé Bommelaer, Booster sa carrière grâce au Réseau, Paris, Eyrolles, 2007
- Jacques Froissant, Jay Conrad Levinson et David E. Perry, Guerilla marketing pour trouver un emploi, Editions Diateino, 2012
- Pierre Bourdieu et L. J. D. Wacquant, An invitation to reflexive sociology, Chicago, University of Chicago Press, 1992
- François Bourricaud, Esquisse d'une théorie de l'autorité, Paris, Plon, 1961
- François Bourricaud, « Sur deux mécanismes de personnalisation du pouvoir », dans L. Hamon et A. Mabileau, La personnalisation du pouvoir, Paris, PUF, 1964
- (en) J.P. Boyd, Social semigroups : a unified theory of scaling and blockmodelling as applied to social networks, Fairfax (VA, É.-U.), George Mason University Press, 1990
- (en) R.S. Burt, Toward a structural theory of action, New York, New York academic Press, 1982
- (en) R.S. Burt, Structural holes : the social structure of competition, Cambridge, Harvard University Press, 1992
- (en) R.S. Burt, Structure, version 4.2, Reference manuel, New York, Columbia University's Center for the Social Sciences, 1992
- (en) R.S. Burt et M. J. Minor, Applied network analysis, Beverly Hills, Sage, 1983
- (en) J.S. Coleman, The foundations of social theory, Cambridge (Mass.,É.-U.), Harvard University Press, 1990
- (en) Alain Degenne et Michel Forsé, Introducing Social Networks, Londres, Sage, 1999
- (en) A. Ferrand, L. Mounier et Alain Degenne, « The diversity of personnal networks in France: social stratification and relational structure », dans B. Wellman (éd.), Global Village, Oxford - Boulder, Westview Press, 1999
- Cl. Flament, Théorie des graphes et structure sociale, Paris - La Haye, Mouton - Gauthier-Villars, 1965
- (en) L.C. Freeman, D. R. White et A. K. Romney, Research methods in social network analysis, Fairfax (VA,É.-U.), George Mason University Press, 1989
- (en) Mark Granovetter, « Afterward », dans Getting a job, Chicago, University of Chicago Press, 1995
- (en) Marina Hennig, Ulrik Brandes, Jürgen Pfeffer et Ines Mergel, Studying Social Networks : A Guide to Empirical Research, Francfort et New York, Campus Verlag, 2012
- Thomas Hobbes, Léviathan : Traité de la matière, de la forme et du pouvoir ecclésiastique et civil, Gallimard, coll. « Folio », 2000 (1re éd. 1651), 1027 p. (ISBN 978-2-07-075225-6, lire en ligne)
- (en) Jeffrey J. Johnson, Stephen P. Borgatti et Martin E. Everett, Analyzing social networks, Londres, SAGE, 2013
- (en) D. Knoke et J. H. Kuklinski, Network analysis, Londres, Sage, 1982
- Samuel Laurent, J'ai vu naître le monstre : Twitter va-t-il tuer la #démocratie ?, Les Arènes, 2021, 233 p. (ISBN 979-10-375-0287-2)
- (en) Emmanuel Lazega, The collegial phenomenon : The social mechanisms of cooperation among peers in a corporate law partnership, New York, Oxford University Press, 2001
- (en) S. Leinhardt, Social networks : A developping paradigm, New York, Academic Press, 1977
- (en) Peter V. Marsden et Nan Lin, Social structure and network analysis, Beverly Hills, Sage, 1982
- Pierre Mercklé, Sociologie des réseaux sociaux, Paris, La Découverte, 2016 (1° édition 1994)
- Pierre Musso, Critique des réseaux, Paris, PUF, 2003
- Pierre Musso, Réseaux et société, Paris, PUF, 2003
- P. Parlebas, Sociométrie, réseaux et communication, Paris, PUF, 1992
- (en) Philippa Pattison, Algebraic models for social networks, Cambridge, Cambridge University Press, 1993
- (en) Derek John de Solla Price, « The science of science », dans J.H. Platt (éd.), New Views of the nature of man, Chicago, University of Chicago Press, 1965, p. 58–59
- Lucie Ronfaut-Hazard et Mirion Malle, Internet aussi, c'est la vraie vie !, Paris, Editions La Ville  Brûle, 2022 (ISBN 2360121340)
- Céline Asselot, « "Convoi de la liberté" : quand la colère des routiers chamboule le Canada », sur francetvinfo.fr, 8 février 2022
- Maëlle Le Corre, « Les nudes, les GAFA, les algorithmes : Lucie Ronfaut explique le Web aux ados (et au reste du monde) », sur www.madmoizelle.com, 30 janvier 2022
- Coraline Mercier, « Pourquoi les réseaux sociaux ne traduisent pas forcément la réalité », sur huffingtonpost.fr, 9 janvier 2022
- Julia Vergely, « Safer Internet Day : “Pourquoi continue-t-on de dire aux ados qu’Internet n’est pas la vraie vie ?” », sur telerama.fr, 8 février 2022
- (en) A. L. Stinchcombe, « An outsider's view of network analyses of power », dans Robert Perucci et Harry R. Potters (dir.), Networks of Power: Organizational Actors at the National, Corporate and Community Levels, Walter de Gruyter & Co, coll. « Social institutions & social change », 1989 (ISBN 9783110120882)
- (en) Stanley Wasserman et Katherine Faust, Social network analysis : Methods and applications, Cambridge, Cambridge University Press, 1994

## Publications dans des revues
- (en) Peter M. Blau, « Multilevel structural analysis », Social Networks, no 15,‎ 1993, p. 201-215
- R.S. Burt, « Le capital social, les trous structuraux et l'entrepreneur », Revue Française de Sociologie, vol. XXXVI,‎ 1995, p. 599–628
- A. Ferrand, « La confidence : des relations au réseau », Sociétés Contemporaines, no 5,‎ 1991, p. 7-20
- A. Ferrand, « La structure des systèmes de relations », L'année sociologique, no 47,‎ 1997, p. 37-54
- A. Ferrand et L. Mounier, « L'échange des paroles sur la sexualité : une analyse des relations de confidence », Population, no 5,‎ 1993, p. 1451-1476
- (en) L. C. Freeman, « Centrality in social networks : conceptual clarification », Social Networks, no 1,‎ 1979, p. 215-239
- (en) Roger V. Gould, « Power and social structure in community elites », Social Forces, vol. 68, no 2,‎ décembre 1989, p. 531-552
- (en) Mark Granovetter, « The strength of weak ties », American Journal of Sociology, no 78,‎ 1973, p. 1360–1380
- (en) Mark Granovetter, « Economic action and social structure : the problem of embeddedness », American journal of Sociology, no 91,‎ 1985, p. 481-510
- Emmanuel Lazega, « Analyse de réseaux et sociologie des organisations », Revue Française de Sociologie, vol. XXXV,‎ 1994
- Emmanuel Lazega, « Le phénomène collégial : une théorie structurale de l'action collective entre pairs », Revue Française de Sociologie, vol. XL, no 4,‎ 1999
- (en) Emmanuel Lazega et Philippa Pattison, « Mutiplexity, generalized exchange and cooperation in organizations : a case study », Social Networks, no 21,‎ 1999, p. 67–90
- Nan Lin, « Les ressources sociales », Revue Française de Sociologie, vol. XXXVI, no 4,‎ 1995
- (en) Stanley Milgram, « The small world problem », Psychology Today, no 1,‎ 1967, p. 61-67
- (en) Stanley Milgram et J. Travers, « An Experimental Study of the Small World Problem », Sociometry, vol. 32, no 4,‎ 1969, p. 425-443
- (en) John F. Padgett et Christopher K. Ansell, « Robust action and the rise of Medici 1400-1434 », American Journal of Sociology, vol. 98, no 6,‎ mai 1993, p. 1259-1319 (lire en ligne)
- (en) Philippa Pattison et Stanley Wasserman, « Logit models and logistic regressions for social networks : II. Multivariate relations », British Journal of Mathematical and Statistical Psychology, vol. 52, no 2,‎ novembre 1999, p. 169–193
- (en) Derek John de Solla Price, « Network of scientific papers. The patterns of bibliographic references indicates the nature of scientific research front », Science, no 149,‎ 1965
- (en) D. Strauss et M. Ikeda, « Pseudolikelihood estimation for social networks », Journal of the American Statistical Association, no 85,‎ 1990, p. 204-212
- (en) H. C. White, S.A. Boorman et R. L. Breiger, « Social structure from multiple networks : I. Blockmodels of roles and positions », American Journal of Sociology, vol. 81, no 4,‎ 1976, p. 730–780
- (en) R. Wippler, « The structural-individualistic approach in Dutch sociology », The Netherlands Journal of Sociology, no 14,‎ 1978, p. 135-155
- « Numéros de la revue Réseaux », sur Cairn (consulté le 12 août 2024).

## Bibliographie en ligne
- Références bibliographiques des membres du réseau thématique Réseaux sociaux (RT26) de l'Association française de sociologie (AFS) : « http://www.cmh.pro.ens.fr/ »(Archive.org • Wikiwix • Archive.is • Google • Que faire ?) (consulté le 21 septembre 2017)
- Références bibliographiques de l'Historical Network Research